# Ultraintensywne źródło rentgenowskie
Ultraintensywne źródło rentgenowskie (ULX od ang. ultraluminous X-ray source) – obiekt astronomiczny emitujący znacznie większe ilości promieniowania rentgenowskiego od jakiegokolwiek źródła pochodzenia gwiazdowego, przy równocześnie mniejszej emisji od jasnych źródeł rentgenowskich powiązanych z supermasywnymi czarnymi dziurami znajdującymi się w jądrach galaktyk. Całkowita jasność ULX wynosi miliony razy więcej niż jasność Słońca, a ich jasność w zakresie promieniowania rentgenowskiego wynosi do biliona (1012) razy więcej, niż jasność Słońca w tym zakresie. Początkowo uważano, że ULX mogą być napędzane wyłącznie czarnymi dziurami o masie pośredniej, ale znane są także obiekty tego typu, które są powiązane z pulsarami i czarnymi dziurami o masie gwiazdowej.

## Charakterystyka
16 pierwszych obiektów typu ULX zostało zidentyfikowanych przez kosmiczny teleskop rentgenowski Einstein Observatory na początku lat 90. XX wieku. Obiektami typu ULX nazywane są zazwyczaj jasne źródła promieniowania rentgenowskiego o jasności wynoszącej więcej, niż oczekiwana jasność sferycznego obiektu o masie typowej gwiazdy neutronowej, która promieniuje w wyniku akrecji materii na jej powierzchni. Spotykane są także bardziej dokładne definicje, na przykład obiekty o jasności wynoszącej przynajmniej 1039 erg/s w zakresie promieniowania 0,5 – 8,9 keV. W porównaniu z jasnością Słońca całkowita jasność ULX jest około milion razy większa, a ich jasność w zakresie promieniowania rentgenowskiego wynosi do biliona (1012) razy więcej, niż jasność Słońca w tym zakresie promieniowania.
Natura ultraintensywnych źródeł rentgenowskich nie została jeszcze poznana. Według pierwszych hipotez mogą one być związane z czarnymi dziurami o masie pośredniej, ale późniejsze odkrycia w tym zakresie wskazują, że przynajmniej niektóre z nich mogą mieć inne pochodzenie.
Według teorii opracowanej przez polskich astrofizyków Bohdana Paczyńskiego, Michała Jaroszyńskiego, Marka Sikorę, Macieja Kozłowskiego i Marka Abramowicza mogą być to bardziej konwencjonalne czarne dziury o masie gwiazdowej otoczone bardzo gęstym obłokiem materii. Materia wpadająca do czarnej dziury emituje promieniowanie rentgenowskie. Z powodu znacznej gęstości obłoku może się ono wydostać na zewnątrz tylko w dwóch skoncentrowanych strumieniach wzdłuż osi obrotu czarnej dziury. Jeżeli taki strumień skierowany jest dokładnie w kierunku Ziemi, to może on wyglądać jak promieniowanie ze znacznie większej czarnej dziury. Obiekt tego typu został nazwany przez Martina Reesa „polskim pączkiem” (polish doughnut). Do 2014 roku odkryto dwa obiekty ULX, które najprawdopodobniej są powiązane z gwiazdowymi czarnymi dziurami – M101 ULX-1 i P13.
Znany jest także jeden obiekt, M82 X-2, który napędzany jest pulsarem.
Obiekty ULX znajdują się zarówno w bliskim, jak i w odległym Wszechświecie. Te odległe zajmują zewnętrzne rejony galaktyk. Są one dość rzadką klasą obiektów astronomicznych, więc o ile w ogóle są obecne, to w jednej galaktyce zwykle obserwuje się nie więcej niż dwa takie źródła.